# 拉帕洛
拉帕洛（意大利语：Rapallo）是意大利热那亚省的一个小镇，到2007年有34000名居民。它毗邻Tigullio海湾，坐落于菲诺港与基亚瓦里之间。当地气候温和，小镇的大部分坐落于平地之上。大部分住宅建于山间以阻挡强烈的北风。